# Metacyclops hannensis
Metacyclops hannensis – gatunek widłonoga z rodziny Cyclopidae. Nazwa naukowa tego gatunku skorupiaków została opublikowana w 1993 roku przez francuską hydrobiolog Danielle Defaye.